# Dataram Corporation
Dataram Corporation er en amerikansk virksomhed med hovedsæde i Princeton, New Jersey. Den fremstiller hard- og software til it-branchen, blandt andet hukommelseskort. Virksomheden har bl.a. opkøbt den danske virksomhed Memory Card Technology, som blev udviklet af John Trolle